# Sarcophaga bezzii
Sarcophaga bezzii är en tvåvingeart som beskrevs av Tadao Kano och Guilherme A.M.Lopes 1981. Sarcophaga bezzii ingår i släktet Sarcophaga och familjen köttflugor. Inga underarter finns listade i Catalogue of Life.